# 生命的别名/丝
《生命的别名/絲》  是日本創作歌手中島美雪的第35张双A面单曲，于1998年2月4日发行。

## 简介
本單曲中的两首歌曲都是TBS电视剧《聖者的行進》的主题曲。第1集-第4集、第10集-第11集的主题曲是《絲》，第5集-第9集的主题曲是《生命的别名》。
在本作品發行之初，被視為C/W曲的《絲》並沒有收錄TV-MIX版。
虽然单曲CD的销量不如上一张，但是《絲》在距收錄其的专辑《EAST ASIA》发行20多年后 (2010年代) 获得了极大支持，并在2017年获得JASRAC獎金奖 。因此，《絲》升入A面，本作品也成為雙A面單曲。
本單曲的8cmCD已不在主流音樂媒體上，所以有些店鋪不提供售賣，但至今仍然可以在CD商店订购。
本单曲于2022年11月28日作为数字下载从雅马哈音乐传播分发。虽然封面图像使用了单曲封面，但音源是合辑《Singles 2000》的音源，所以收录时间比单曲CD时间短。

## 介绍

### 生命的别名
- 本歌曲是中岛为电视剧《圣者的行进》创作的新曲，她与日本的录音室音乐家一起在日本国内进行了录音。

- 本单曲曲是中岛与搭档 · 贝斯手後藤次利的最后共演 (2018年) 。
- 本歌曲是编曲者井上尧之时隔15年再次参与中岛美雪的作品 (弹奏吉他) 。

- 中岛的第25张原创专辑《做我的孩子吧》于同年4月发行。专辑中收录了在美国洛杉矶录制的另一个版本。专辑版与单曲版有很大的不同：中岛美雪用更低的调子进攻性地演唱、迈克尔 · 汤普森以失真的电吉他为特色的硬式搖滾风格[4]。
- 同年秋季发行的精选辑《大银幕》收录了专辑版。
- 2002年发行的精选辑《Singles 2000》收录了单曲版，但是淡出比最初版快30秒左右。

### 丝
- 《丝》原本是为了庆祝1992年天理教第4代真柱中山善司结婚而作的乐曲[5] 。中岛美雪不久后录制了这首能量叙事曲，于同年10月正式发表在第20张原创专辑《EAST ASIA》中。此专辑中收录的歌曲的基本曲目在日本录制，但后来的和声与弦乐在好莱坞的Capitol Studios添加[6]。本歌曲的和声由瑞文 · 凯恩（Raven Kane）[7]和会话歌手The Waters演唱。
- 本歌曲2004年被Bank Band[8]翻唱，收录于专辑《沿志奏逢》。他们的翻唱虽然没有作为单曲发行，但翌年被住友生命的广告使用[9]。以此为契机，本歌曲被广泛认可。之后在2013年左右因为在综艺节目中发表了BGM和翻唱而广为人知[10]。
- 截至2022年，共有40多位艺术家相继将翻唱版本商业化[11]。
- 在日本音樂著作權協會 (JASRAC) 的著作权使用费分配额 (日本国内作品) 排行榜中，本歌曲分别获得了2015年度年榜第3名[12]、2016年度年榜第1名[13]、2017年度年榜第4名[14]、2018年度年榜第3名[15]、2019年度年榜第3名[16]。本歌曲还分别获得了2016年JASRAC奖铜奖[17]、2017年金奖、2019年铜奖[18]、2020年铜奖[19]。
- 本歌曲2017年在JOYSOUND的年度卡拉OK排行榜上获得第2名。
- 本歌曲2018年2月被日本唱片协会认定为 (手机全曲 + 网络配信) 百万。从2002年4月的完全配信开始花了15年10个月，超过了以往的记录中岛美嘉《雪之华》(13年0个月) ，成为了史上花费最长时间到达完全配信百万的乐曲。
- 2020年，灵感源自本歌曲的电影《絲（日语：糸 (映画)）》 (导演: 濑濑敬久、剧本: 林民夫、主演: 菅田將暉、小松菜奈) 上映[20]。这是中岛美雪的歌曲首次成为电影的主题[21]。

## 收录歌曲
- 作词/作曲：中島美雪  编曲：瀨尾一三

| 曲序     | 曲目                | 时长  |
| -------- | ------------------- | ----- |
| 1.       | 生命的别名          | 5:30  |
| 2.       | 絲                  | 5:12  |
| 3.       | 生命的别名 (TV-MIX) | 5:28  |
| 总时长： | 总时长：            | 16:10 |

## 商业搭配&媒体的使用

### 生命的别名
- 《聖者的行進》主题曲（第 5-9 集） (1998年)

### 絲
- 《圣者的行进》主题曲（第 1-4、10-11 集） (1998年)
- 住友生命保CM曲（2005年）
- 《謝謝你！CHANPI》主题曲（2008年9月13日在富士電視台播出的特别剧）
- 七十七银行CM曲（2009年）
- 《看見的那一天》插入曲（北海道电视台，2009年，渡辺一惠演唱）
- 關西電力CM曲（2010年）
- 三得利BOSS系列彩虹山高见盛.ver CM曲（2013年）
- 豐田住屋（2016年）
- 《陸王》插曲（2017年）
- 《絲（日语：糸 (映画)）》主题曲
- 「BOSS」平成最后一次特别广告 Spaceman Jones、田森、大杉漣……4月30日仅播出一晚的CM歌曲，演员阵容华丽

## 收录作品

### 专辑
| 歌曲名     | 收录专辑                                           | 发售日         | 备注       |
| ---------- | -------------------------------------------------- | -------------- | ---------- |
| 生命的别名 | 做我的孩子吧                                       | 1998年3月18日  | 第25张专辑 |
| 生命的别名 | 大银幕                                             | 1998年11月7日  | 精选辑     |
| 生命的别名 | Singles 2000                                       | 2002年4月17日  | 精选辑     |
| 生命的别名 | 中岛美雪 Concert「一会」2015〜2016-LIVE SELECTION- | 2016年11月16日 | 现场专辑   |
| 丝         | EAST ASIA                                          | 1992年10月7日  | 第20张专辑 |
| 丝         | 大银幕                                             | 1998年11月7日  | 精选辑     |
| 丝         | Singles 2000                                       | 2002年4月17日  | 精选辑     |
| 丝         | 你好吗                                             | 2006年6月14日  | 精选辑     |
| 丝         | 中岛美雪 Live Request -歌旅・缘会・一会-           | 2018年12月19日 | 现场专辑   |
| 丝         | 我就在这里呀                                       | 2020年12月2日  | 精选辑     |
| 丝         | 中岛美雪 2020 Last Tour“结果 All Right”            | 2022年2月2日   | 现场专辑   |

### 影像作品
| 歌曲名     | 收录影像作品                       | 发售日         | 备注       |
| ---------- | ---------------------------------- | -------------- | ---------- |
| 生命的别名 | 歌旅 -中岛美雪 Concert Tour 2007-  | 2008年6月11日  | 现场DVD/BD |
| 生命的别名 | 中岛美雪 Concert「一会」2015〜2016 | 2016年11月16日 | 现场DVD/BD |
| 丝         | 歌旅 -中岛美雪 Concert Tour 2007-  | 2008年6月11日  | 现场DVD/BD |

## 翻唱
| 艺术家              | 收录作品                                                          | 发售日         | 备注                                                                                     |
| 生命的别名          | 生命的别名                                                        | 生命的别名     | 生命的别名                                                                               |
| ------------------- | ----------------------------------------------------------------- | -------------- | ---------------------------------------------------------------------------------------- |
| 工藤靜香            | MY PRECIOUS -Shizuka sings songs of Miyuki-                       | 2008年8月20日  |                                                                                          |
| 中島美嘉            | 「歌缘」 -中岛美雪 RESPECT LIVE 2015-                             | 2016年11月16日 |                                                                                          |
| 島津亞矢            | 『SINGER 4』                                                      | 2017年9月20日  |                                                                                          |
| 丝                  |                                                                   |                |                                                                                          |
| Bank Band           | 沿志奏逢                                                          | 2004年10月20日 |                                                                                          |
| Bank Band           | 沿志奏逢4                                                         | 2021年9月29日  |                                                                                          |
| 任贤齐              | 两极                                                              | 2008年8月20日  | 國語填詞                                                                                 |
| 有里知花            | SHAKE THE MUSIC LIVE 〜YURI CHIKA〜                               | 2006年         |                                                                                          |
| 谏山实生            | 心                                                                | 2007年3月7日   |                                                                                          |
| 平松爱理            | Voice Colors〜当我和你在一起〜                                    | 2007年3月21日  |                                                                                          |
| All Japan Goith     | I LOVE YOU                                                        | 2008年2月27日  |                                                                                          |
| 岩崎宏美            | Dear Friends IV                                                   | 2008年10月22日 |                                                                                          |
| 青木真理子          | 最佳・搭档                                                        | 2009年7月      |                                                                                          |
| 新妻圣子            | Andante                                                           | 2010年2月17日  |                                                                                          |
| 泽知惠              | 住・在・Lacania春                                                 | 2010年3月3日   |                                                                                          |
| SOTTE BOSSE         | You are mine                                                      | 2010年5月19日  |                                                                                          |
| Caetla              | 歌 ～by 60 sixty 歌谣曲篇                                         | 2010年11月24日 |                                                                                          |
| 福田沙纪            | Snow Rain                                                         | 2010年12月8日  | Live ver.                                                                                |
| MINMI               | THE HEART SONG COLLECTION                                         | 2011年8月24日  |                                                                                          |
| 调皮鬼              | 泣歌 笑歌                                                         | 2011年11月9日  |                                                                                          |
| AHN MIKA            | Bittersweet Memories                                              | 2012年11月7日  |                                                                                          |
| JOY                 | JOY COVERS                                                        | 2013年1月16日  |                                                                                          |
| 中孝介              | Best Covers〜更多日本。〜                                         | 2013年7月31日  |                                                                                          |
| 鹤野刚士            | 鹤野之歌Best                                                      | 2013年11月20日 |                                                                                          |
| 戴安娜·加内特       | COVER☆GIRL                                                        | 2013年11月27日 |                                                                                          |
| 純情的Afilia        | 『超次元游戏 海王星』Blu-ray/DVD Vol.5 特典CD「Processor disk V」 | 2014年1月29日  | 电视动画『超次元游戏 海王星 THE ANIMATION』第10集片尾曲                                  |
| 純情的Afilia        | Realism (豪华盘)                                                  | 2015年8月26日  | 电视动画『超次元游戏 海王星 THE ANIMATION』第10集片尾曲                                  |
| 克里斯·哈特         | Heart Song II                                                     | 2014年6月25日  |                                                                                          |
| 莎拉・奥兰          | SARAH                                                             | 2014年9月24日  |                                                                                          |
| JUJU                | Request II                                                        | 2014年12月3日  |                                                                                          |
| 城南海              | 樱花                                                              | 2015年1月21日  |                                                                                          |
| 福山雅治            | 「魂Riku」                                                        | 2015年4月8日   |                                                                                          |
| 研直子              | 雨后晴天, 有时泪落                                                | 2015年5月13日  |                                                                                          |
| 柴咲幸              | 像这样唱                                                          | 2015年6月17日  |                                                                                          |
| 岛津亚矢            | SINGER 3                                                          | 2015年10月21日 |                                                                                          |
| CODE-V              | Love&Harmony                                                      | 2016年3月30日  |                                                                                          |
| EXILE ATSUSHI       | Beautiful Gorgeous Love                                           | 2016年7月6日   | 豐田住屋CM曲                                                                             |
| 山崎育三郎          | 1936 〜your songs〜                                               | 2016年8月24日  |                                                                                          |
| 林部智史            | 想见你 (特别盘)                                                   | 2016年10月12日 |                                                                                          |
| 新山诗织            | Viewfinder之外                                                    | 2016年11月30日 | 映画『古都』片尾曲                                                                       |
| 岩佐美咲            | 鲭街道 (特别纪念盘)                                               | 2016年11月30日 |                                                                                          |
| Aimer               | ONE/花之歌/六等星之夜 Magic Blue ver.                             | 2017年10月11日 | 丰田住屋CM曲                                                                             |
| 辛岛美登里          | Cashmere                                                          | 2017年10月25日 |                                                                                          |
| uru                 | Monochrome (初回盘B)                                              | 2017年12月20日 |                                                                                          |
| Little Glee Monster | juice（通常盘Disc2）                                              | 2018年1月17日  | TBS系连续电视剧『陸王』剧中歌                                                            |
| 五木宏              | 70years 70songs                                                   | 2018年3月14日  |                                                                                          |
| 吉岡聖惠            | 糸                                                                | 2018年4月29日  | 配信限定翻唱单曲                                                                         |
| 吉岡聖惠            | 歌色                                                              | 2018年10月24日 |                                                                                          |
| 天童芳美            | VOICE                                                             | 2018年6月20日  |                                                                                          |
| 金莲子              | 30周年纪念专辑 金莲子 Best歌曲                                    | 2018年8月1日   |                                                                                          |
| 高垣彩阳            | melodia 4                                                         | 2018年9月26日  |                                                                                          |
| Toshl               | IM A SINGER                                                       | 2018年11月28日 |                                                                                          |
| 富士葵              | 声 〜Cover ch.〜                                                  | 2019年4月15日  | 配信限定翻唱单曲                                                                         |
| Baby Boo            | 花开的那天                                                        | 2019年4月24日  | 无伴奏合唱                                                                               |
| 鱼高满              | 歌的宝箱                                                          | 2019年6月12日  |                                                                                          |
| 鱼高满              | 那天的摇篮曲                                                      | 2020年10月3日  |                                                                                          |
| 無限開關            | 青春                                                              | 2019年7月3日   | Coupling曲收录                                                                           |
| 絢香                | 游音俱乐部 〜2nd grade〜                                          | 2020年5月13日  |                                                                                          |
| 保科有里            | 歌的宝石箱〜我的选择翻唱8〜                                       | 2020年6月25日  |                                                                                          |
| 菅田將暉×石崎修一   | 糸                                                                | 2020年7月17日  | 配信限定 电影『絲』片尾曲 豐田住屋‟带有「なのに」的房子”Series夏篇CM曲                   |
| 鬼龙院翔            | うたってきりりんぱ                                                | 2020年8月30日  | 通贩限定专辑                                                                             |
| クニタケヒロキ      | 梦幻                                                              | 2020年9月2日   | 配信リリース、販売場所限定シングル                                                       |
| 木山裕策            | 花 好听的日本歌曲                                                 | 2020年12月16日 |                                                                                          |
| 三浦梓（高桥智秋）  | THE IDOLM@STER MASTER ARTIST 4 08 三浦梓                          | 2021年2月10日  | Media Mix作品『THE IDOLM@STER』的企划专辑Series『THE IDOLM@STER MASTER ARTIST』的第4弹。 |
| 工藤靜香            | 青之炎                                                            | 2021年3月10日  |                                                                                          |

## 参与人员

### 参与的音乐家
生命的别名 (Single Version）
- Drums：大久保敦夫, 青山纯
- E.Bass：後藤次利
- E.Guitar：井上尧之
- A.Piano：中西康晴
- Programming：浦田惠司

丝
- Drums：山木秀夫
- E.Bass：富仓安生
- A.Piano, Keyboards：仓田信雄
- Programmer：濑尾一三, 浦田惠司
- BackGround Vocals：Raven Kane, Julia Waters, Maxine Waters, 中岛美雪

生命的别名 (Album Version)
- Drums：Gregg Bissonette
- E.Bass：Neil Stubenhaus
- E.Guitar：Michael Thompson
- E.Guitar Solo：Micheal Thompson
- A.Piano, B-3 Organ, Keyboards：Jon Gilutin
- Back up Vocals：Julia Waters, Maxine Waters, Oren Waters

### 制作
生命的别名 (Single Version）
- Recorded, Engineer：Brian Scheuble

丝
- Mixed：Tad 後藤
- Mixed (补助役)：市川高信, Ray Blair
- Mixed (补助役)：Joe Chiccarelli at Larrabee North(Los AngIes)
- Mastered：Tom Baker

生命的别名 (Album Version)
- Recorded, Engineer：David Thoener
- Engineer (补助役)：Michael Scotella